# Jacques Philippe Maraldi
Giacomo Filippo Maraldi, conocido también como Jacques Philippe Maraldi (Perinaldo, Italia; 21 de agosto de 1665-París, 1 de diciembre de 1729), sobrino del astrónomo italiano Giovanni Cassini, fue un matemático y astrónomo italiano; se lo conoce con el sobrenombre de Maraldi I, para diferenciarlo de su sobrino, el también astrónomo Jean-Dominique Maraldi (Maraldi II) (1709-1788).
Delambre (1827) menciona a un tercer Maraldi (Jaques Philippe Maraldi, denominado Maraldi III (1746-1797)) que hizo algunas observaciones de satélites planetarios en Perinaldo.

## Biografía
Desde joven se dedicó a la observación astronómica. Inició sus observaciones de Marte en 1672, continuando las mismas en las oposiciones perihélicas de 1704 y 1719. Su estudio le permitió medir con precisión el período de rotación del planeta, así como reconocer algunos accidentes oscuros sobre la superficie ocre de Marte.
Su tío lo llamó a París para trabajar a lu lado (1687). Una vez instalado, trabajó toda su vida en el Observatorio de París. Entre los años 1672 y 1719 realizó observaciones y estudios de la superficie del planeta Marte, utilizando para ello instrumentos con la excelente óptica fabricada en Italia por los ópticos Eustachio Divini y Giuseppe Campani. Con ellos pudo comprobar que en el planeta existía una mancha clara, similar a un casquete polar, que no estaba situado exactamente en la zona polar del planeta.
Entre 1700 y 1718 trabajó en la elaboración de un extenso catálogo de estrellas. 
Durante un eclipse solar reconoció la corona solar como perteneciente al Sol y no a la Luna.
Descubrió la estrella variable R Hydrae. En 1702 fue elegido miembro de la Academia de Ciencias de París.

## Eponimia
- El cráter lunar Maraldi[1] (19.4N, 34.9E, 39 km diámetro) lleva este nombre en su memoria, honor compartido con su sobrino, el astrónomo italiano naturalizado francés Jean-Dominique Maraldi (1709-1788).
- El cráter marciano Maraldi[2] también conmemora su nombre.